# Kelita Zupancic
Kelita Zupancic (ur. 9 maja 1990) – kanadyjska judoczka. Dwukrotna olimpijka. Zajęła dziewiąte miejsce w Londynie 2012 i siódme w Rio de Janeiro 2016. Walczyła w wadze średniej.
Siódma na mistrzostwach świata w 2014 i 2018; uczestniczka zawodów w 2010, 2011, 2013, 2015 i 2017. Startowała w Pucharze Świata w latach 2009–2015, 2017 i 2018. Złota medalistka igrzysk panamerykańskich w 2015; piąta w 2011. Zdobyła jedenaście medali mistrzostw panamerykańskich w latach 2009 - 2019. Wygrała igrzyska frankofońskie w 2013. Sześciokrotna medalistka mistrzostw Kanady w latach 2006-2014.

## Letnie Igrzyska Olimpijskie 2012
| Konkurencja | Eliminacje            | Klas. końcowa |
| Konkurencja | Przeciwnik I          | Miejsce       |
| ----------- | --------------------- | ------------- |
| 70 kg       | Lucie Décosse (FRA) P | 9.            |

## Letnie Igrzyska Olimpijskie 2016
| Konkurencja | Eliminacje          | Eliminacje               | Repasaże                | Klas. końcowa |
| Konkurencja | Przeciwnik I        | 1/4                      | Przeciwnik I            | Miejsce       |
| ----------- | ------------------- | ------------------------ | ----------------------- | ------------- |
| 70 kg       | Esther Stam (GEO) Z | Haruka Tachimoto (JPN) P | Bernadette Graf (AUT) P | 7.            |